# Willi Paul
Willi Paul (* 1. Juli 1897 in Göttingen; † 27. April 1979) war ein deutscher Autor, Zeitschriften-Herausgeber, Widerstandskämpfer und Anarchosyndikalist.

## Leben
Nachdem Willi Paul eine Tischlerlehre beendet hatte, arbeitete er 1915 als Metallarbeiter. Er nahm am Ersten Weltkrieg als Soldat teil. Von 1926 bis zum Ende der Weimarer Republik war er arbeitslos. Während seiner politischen Aktivitäten nach dem Ersten Weltkrieg lernte er seine spätere Ehefrau Erna Schüssler kennen.

## Wirken
Auf Initiative von Josef Hodeck (1876–1945) gründete Paul in Kassel mit anderen eine Ortsgruppe der Freien Arbeiter-Union Deutschlands (FAUD) mit einer Mitgliederzahl von zwischen 20 und 30 Personen. Seine Aktivitäten lagen im Bereich des Organisierens von Veranstaltungen, der Agitation und des Verkaufes von libertären Zeitschriften, Der freie Arbeiter und Der Syndikalist. Wegen des Verkaufs dieser Publikationen kam er 1923 in Untersuchungshaft, wobei die Anklage „Aufruf zum Generalstreik“ lautete. Unter diesem Titel war ein Artikel in Der freie Arbeiter erschienen. Paul wurde letztendlich freigesprochen, sein Anwalt erklärte vor Gericht, dass es um keinen „Aufruf….“, sondern um eine „Erziehung zum Generalstreik“ ging. Bei einer Versammlung der Erwerbslosenbewegung war Paul im Juli 1932 als Delegierter für die Antifaschistische Aktion gewählt worden. Mit zwei anderen konnte er verhindern, dass die KPD einige Nationalsozialisten in den Vorstand der Erwerbslosenbewegung einschleusen konnte. In Kassel wurde von Mitgliedern der FAUD 1931 die antifaschistische Organisation Schwarze Scharen gegründet, wobei Willi Paul aktiv beteiligt war. Als Herausgeber der Zeitschrift Proletarische Front und einer illegalen Druckerei im Schrebergarten, wo er die Zeitschriften Die Kommenden und Internationaler Sozialismus herstellte, führte er seinen Widerstand gegen den aufrückenden Faschismus. In Kassel wurde 1933 von Paul und anderen FAUD-Mitgliedern die Publikation Die Internationale vor dem Arbeitsamt verteilt.
Um einer möglichen Verhaftung zu entgehen, reiste er zunächst nach Amsterdam und blieb dort vier Wochen. Im April 1937 ging er nach Barcelona, wo er mit anderen Anarchisten verhaftet wurde. Nach seiner Freilassung reiste er zusammen mit Paul Sammel nach Tartienta (J. Mümken schreibt „Tartienta“, wahrscheinlich ist jedoch Tardienta gemeint (Gemeinde in der Provinz Huesca)) und kämpfte bis August 1938 in der Division Aslaso. Von Spanien aus reiste er nach Paris und nach einem Treffen mit Helmut Rüdiger von dort wieder zurück nach Amsterdam. Nach einer erneuten Verhaftung verbrachte er mehr als sieben Monate im Gefängnis. Hier wurde er mit anderen Inhaftierten nach Belgien abgeschoben. Belgien hatte zu dieser Zeit eine Vereinbarung mit Frankreich, dass Ausländer in den Süden Frankreichs deportiert werden konnten. Paul war in drei französischen Internierungslagern und wurde anschließend im Mai 1942 der Gestapo übergeben. Das Oberlandesgericht verurteilte ihn zu sechs Jahren Haft. Nach dem Zweiten Weltkrieg beteiligte er sich bei der Gründung der Föderation freiheitlicher Sozialisten (FfS), einer Nachfolgeorganisation der FAUD. Als Autor schrieb er für die libertären Zeitschriften Zeitgeist und Akratie. Hierin ließ er sich unter anderem kritisch über die Gleichsetzung RAF und Anarchismus aus.
Zusammen mit seiner Ehefrau Erna hielt er weiterhin Kontakte zu anarchistischen Gruppen und Personen, so mit Helmut Rüdiger und Otto Reimers. Im Mai 1989 erhielt seine Ehefrau vom Oberbürgermeister der Stadt Kassel die Stadtmedaille für den Widerstand gegen den Nationalsozialismus, den sie beide geleistet hatten.
Am 16. Juni 2018 wurden durch den Verein Stolpersteine für Kassel für Erna und Willi Paul Stolpersteine vor dem Haus Mittelgasse 8 (ehemals Mittelgasse 20) gelegt. Das Haus, in dem Erna und Willi Paul lebten, wurde im Zweiten Weltkrieg zerstört.